# Primer movimiento arquitectónico nacional

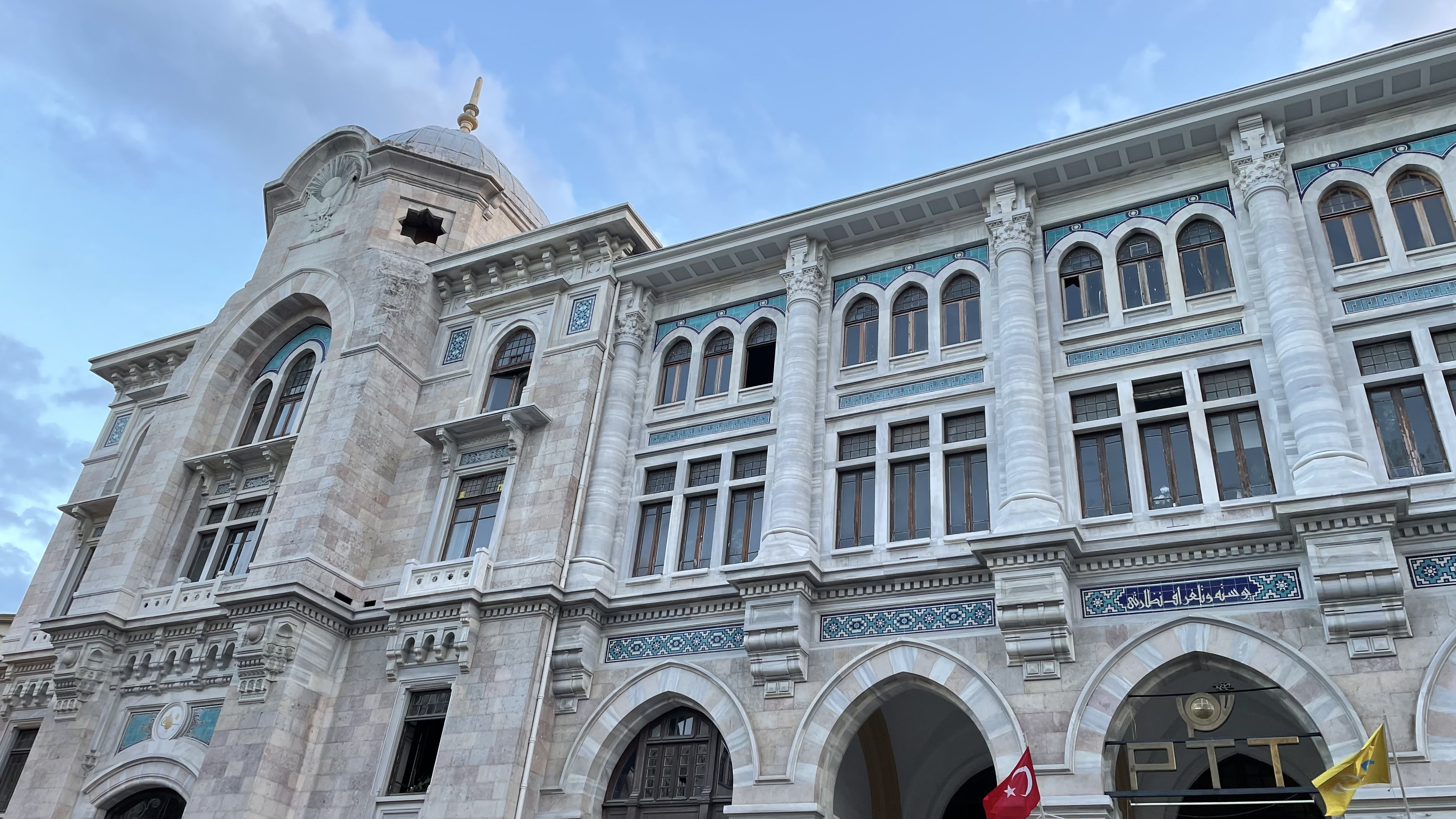
La Gran Oficina Postal en Sirkeci, Estambul, considerado el primer edificio construido en el estilo neoclásico turco.

El primer movimiento arquitectónico nacional (en turco: Birinci Ulusal Mimarlık Akımı), también conocido en Turquía como el Renacimiento arquitectónico nacional (en turco: Millî Mimari Rönesansı) o arquitectura neoclásica turca (en turco: Neoklasik Türk Üslûbu), fue un estilo arquitectónico turco que tuvo su mayor popularidad entre 1908 y 1930 pero se continuó utilizando hasta finales de la década de 1930. Inspirándose en el otomanismo, el movimiento pretendía capturar elementos clásicos de la arquitectura otomana y selyúcida y utilizarlos en la construcción de edificios modernos. Pese a que el estilo se basaba en elementos otomanos, tuvo su auge durante la primera década de la República de Turquía. Los arquitectos más importantes del movimiento fueron Ahmet Kemaleddin y Vedat Tek, sus pioneros, así como Arif Hikmet Koyunoğlu y el arquitecto otomano de ascendencia italiana Giulio Mongeri.

## Historia

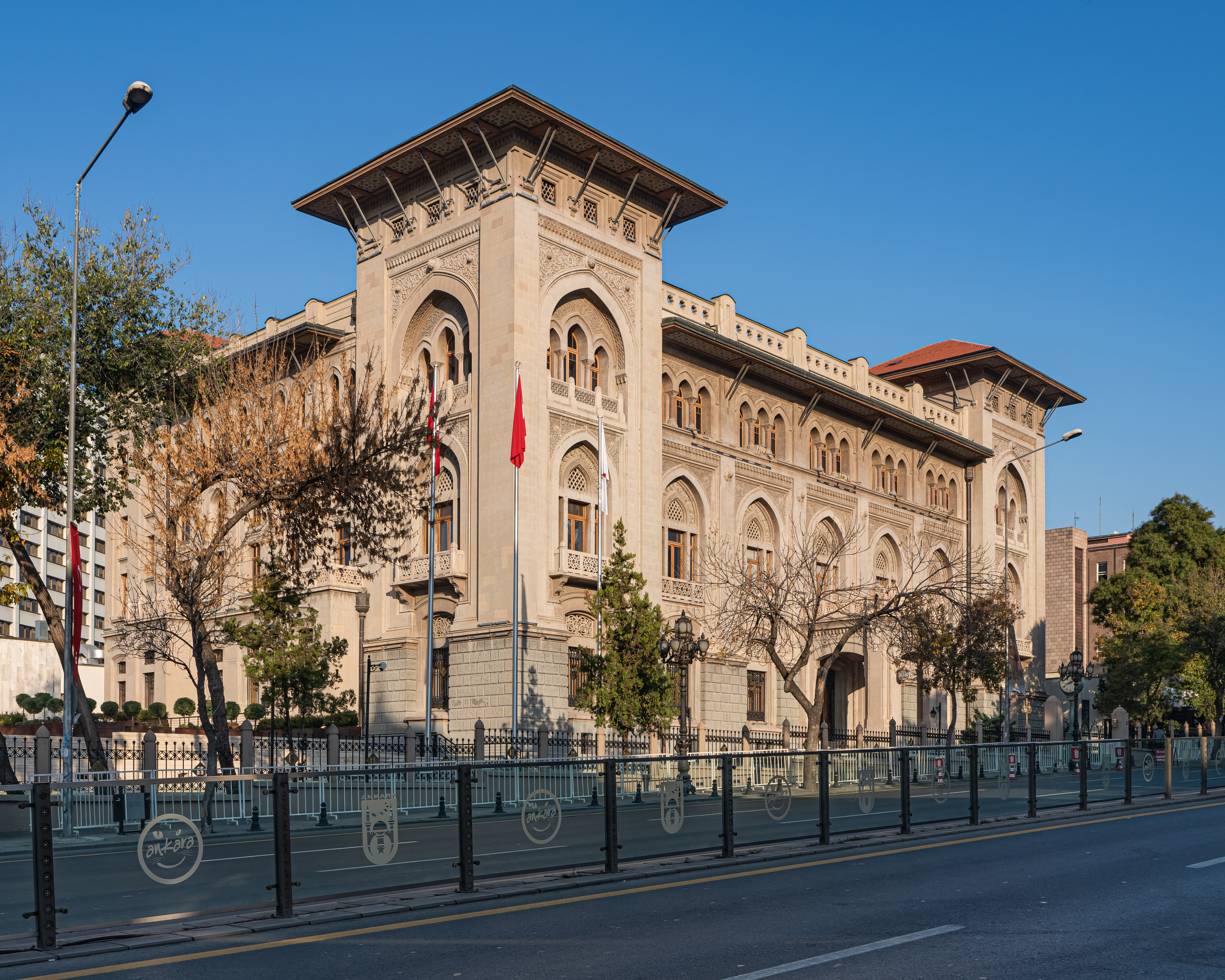
La sede del Ziraat Bankası en Ankara es un ejemplo destacado del movimiento.

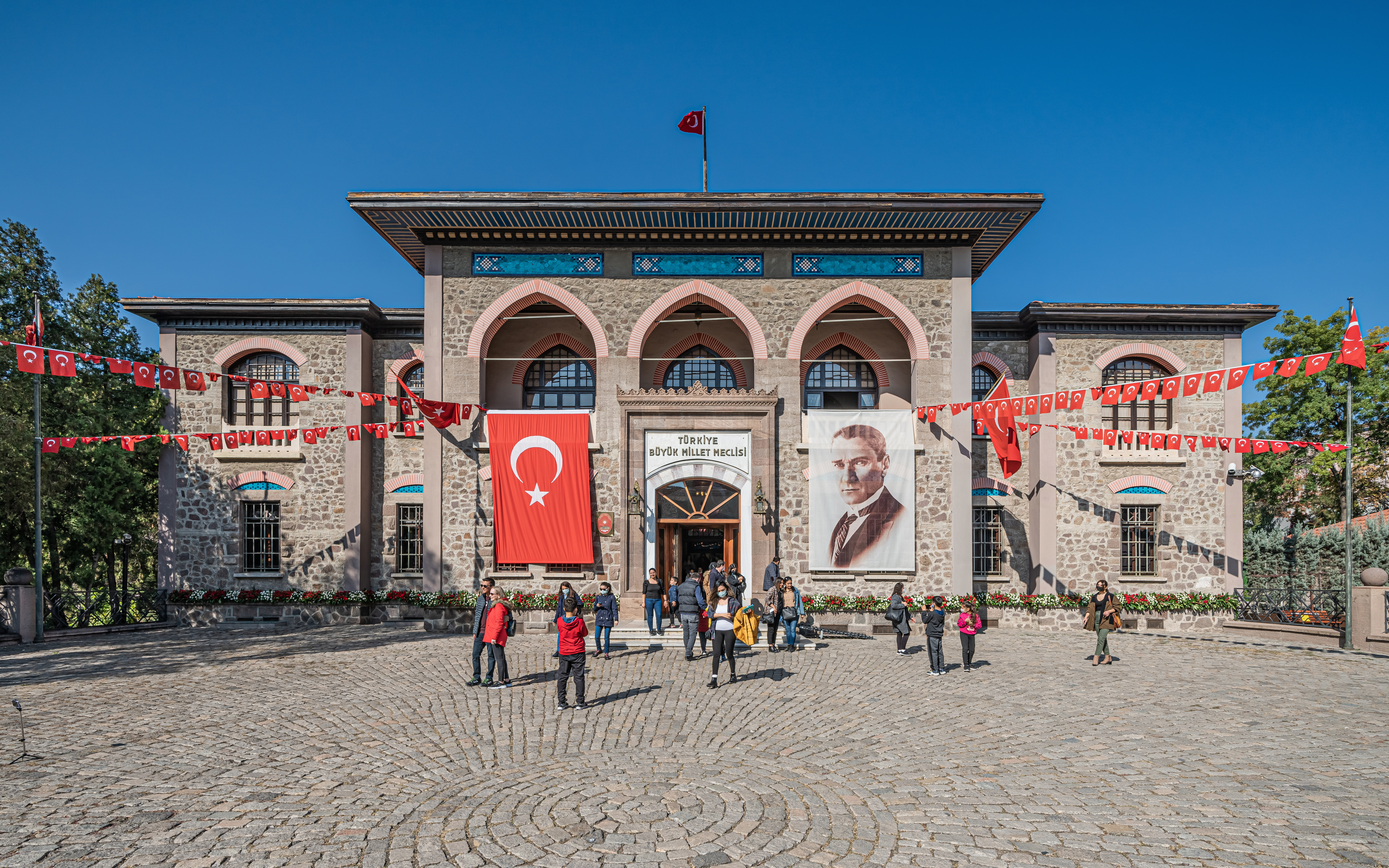
El segundo edificio del Parlamento de Turquía (1924), actual Museo de la República, fue construido en el estilo neoclásico turco.

El movimiento empezó a principios del siglo xx en la capital del Imperio Otomano, Constantinopla, con el objetivo de recuperar elementos «turcos» en el diseño y la construcción de nuevos edificios. Hasta entonces, y desde finales del siglo xviii, la mayoría de edificios imperiales se habían construido en estilos arquitectónicos europeos como el barroco, el neoclasicismo o el rococó.
El primer edificio considerado de estilo neoclásico turco es la Gran Oficina Postal (1905–1909) de Vedat Bey en Sirkeci, Estambul. El edificio utilizó elementos otomanos clásicos del siglo xvi como la piedra tallada a dos colores y los patrones geométricos islámicos. Esto dio el pistoletazo de salida del movimiento, que entonces recibió el nombre de «nueva arquitectura otomana». Tras la Revolución de los Jóvenes Turcos de 1908, el nuevo Gobierno promovió la nueva arquitectura otomana como una manera de diferenciarse de los numerosos edificios anteriores construidos en estilos europeos. De esta manera, los edificios públicos construidos en la última década del imperio fueron diseñados principalmente en el estilo nuevo otomano, como el 7.º Instituto Eyüp Reşadiye (1911), el Muelle de Beşiktaş (1913), el Monumento a los Mártires de la Aviación (1916) o la nueva sede del Comité de Unión y Progreso, que posteriormente se convertiría en el primer edificio del Parlamento de Turquía cuando se completó, en 1920. Incluso después del final de la Primera Guerra Mundial, durante la ocupación aliada de Constantinopla, continuó la construcción de nuevos edificios en este estilo, como los Apartamentos Tayyare, de Ahmet Kemaleddin, que fueron construidos entre 1918 y 1922.
Tras la Guerra de Independencia Turca y la posterior fundación de la República de Turquía, el nuevo Gobierno, liderado por el presidente Mustafa Kemal Atatürk, promovió aún más este estilo arquitectónico, que viviría sus años dorados en la década de 1920, cuando se construyeron en el estilo neoclásico turco edificios gubernamentales como el segundo edificio del Parlamento de Turquía (1924), la sede central del Ministerio de Finanzas (1925) y la sede central del Ministerio de Cultura (1927).
Debido a la alta demanda de edificios y la escasez de arquitectos turcos, las influencias occidentales una vez más se apoderaron de la arquitectura de la década de 1930. El Gobierno turco contrató a varios arquitectos europeos, como Clemens Holzmeister y Ernst Egli, para que diseñaran muchos edificios en esta época. Esto, sin embargo, dio lugar a una mezcla de la arquitectura moderna con el neoclasicismo turco, que se puede apreciar en la estación de Sivas (1934). La mezcla de estilos arquitectónicos condujo al segundo movimiento arquitectónico nacional (1939-1950), basado en el clasicismo despojado.

## Edificios notables
- Gran Oficina Postal (1909) en Sirkeci, Estambul.
- Edificio de la Dirección General del Registro de la Propiedad (1908).
- Estación de Adana (1912) en Kurtuluş, Adana.
- Muelle de Beşiktaş (1913) en Beşiktaş, Estambul.
- Estación de Karaağaç (1914) en Karaağaç, Edirne.
- Casa de Vedat Tek en Nişantaşı, Estambul.
- Primer edificio del Parlamento de Turquía (1920) en Ulus, Ankara.
- Apartamentos Tayyare (1922) en Laleli, Estambul.
- Museo de la República (1924) en Ulus, Ankara
- Estación de Gazi (1926) en Ankara.
- Teatro Elhamra (1926) en Konak, Esmirna.
- Sede central del Ministerio de Cultura (1927) en Sıhhiye, Ankara.
- Ankara Palas (1928) en Ulus, Ankara.
- Sede del Ziraat Bankası (1929) en Ulus, Ankara.
- Museo Estatal de Arte y Escultura (1930) en Altındağ, Ankara.
- Museo Etnográfico de Ankara (1928) en Ulus, Ankara.
- Apartamentos Evkaf II (1930) en Ulus, Ankara.

Algunos ejemplos del estilo
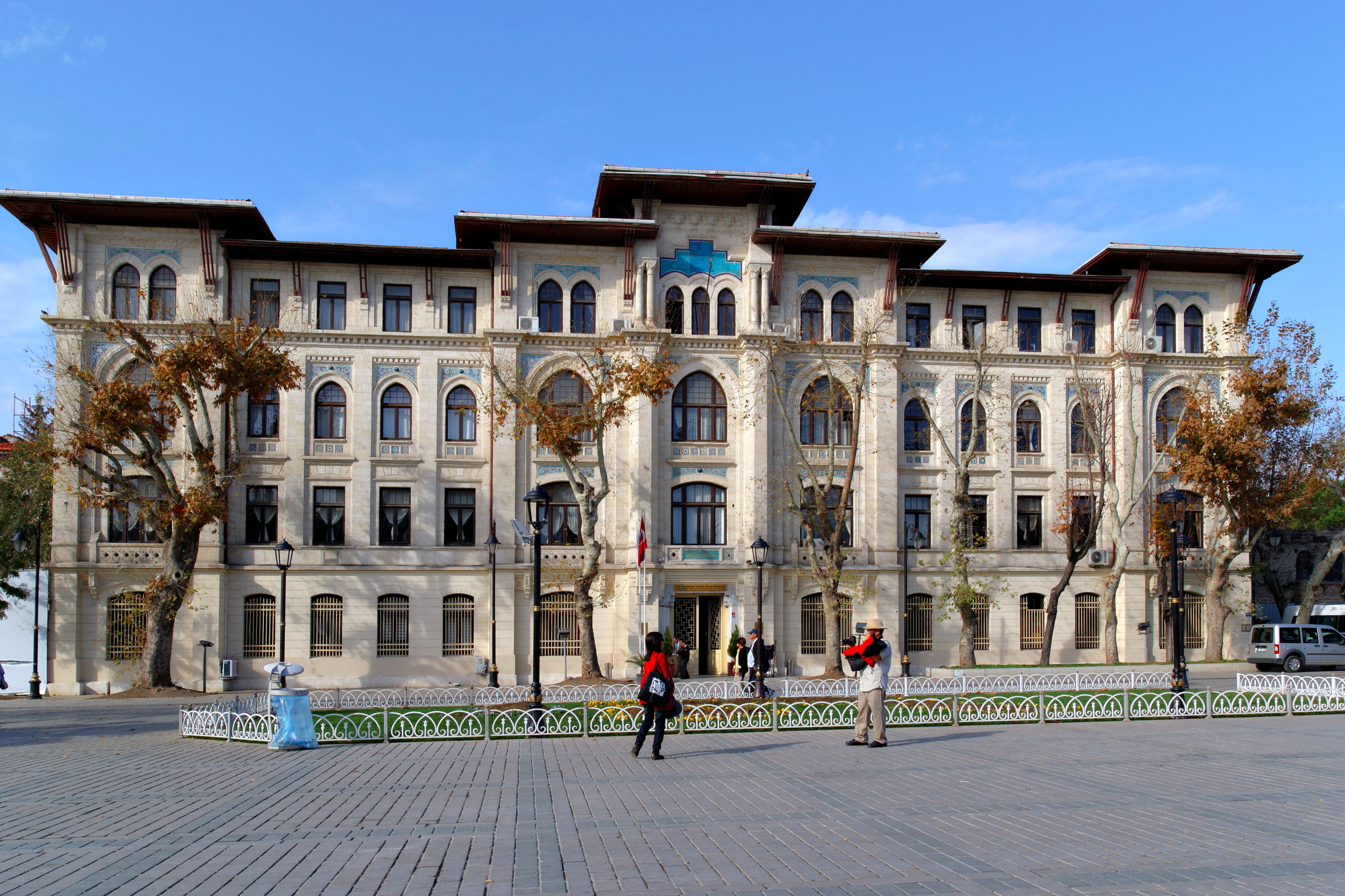
Edificio Defter-i Hakani en Sultanahmet, Estambul, diseñado por Vedat Tek.
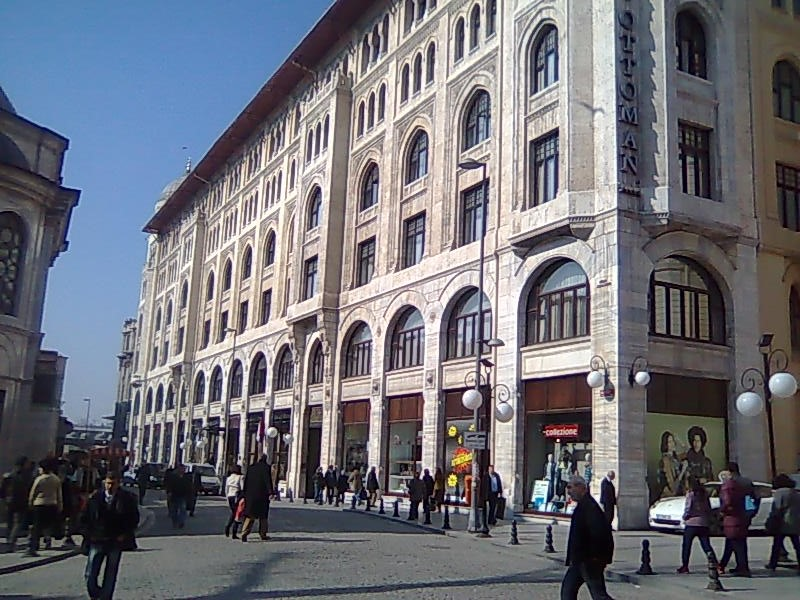
Legacy Ottoman Hotel en Eminönü, diseñado por Mimar Kemaleddin Bey (1911–1926).
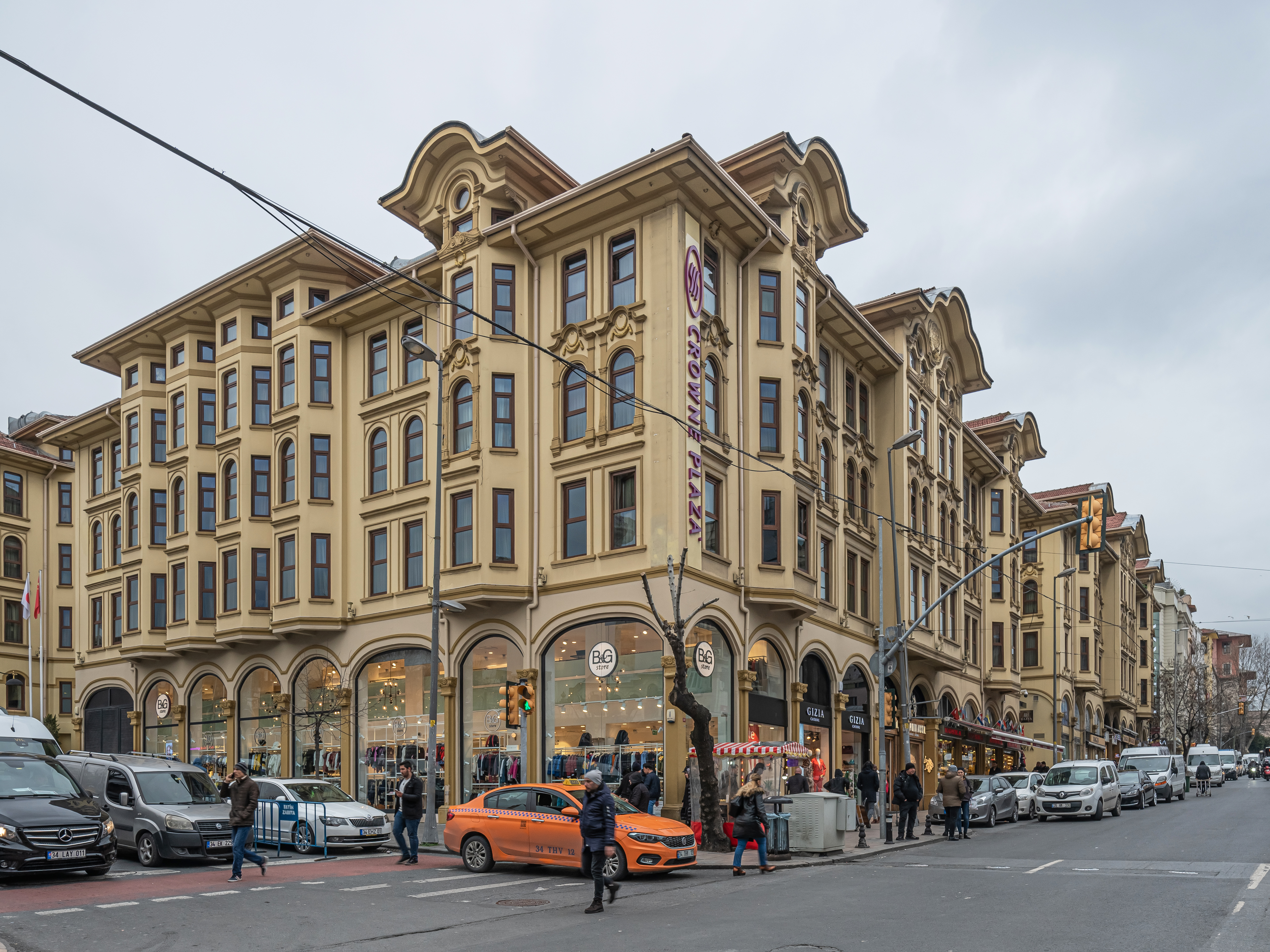
Apartamentos Tayyare en Laleli, Estambul, diseñado por Mimar Kemaleddin Bey (1919–1922).
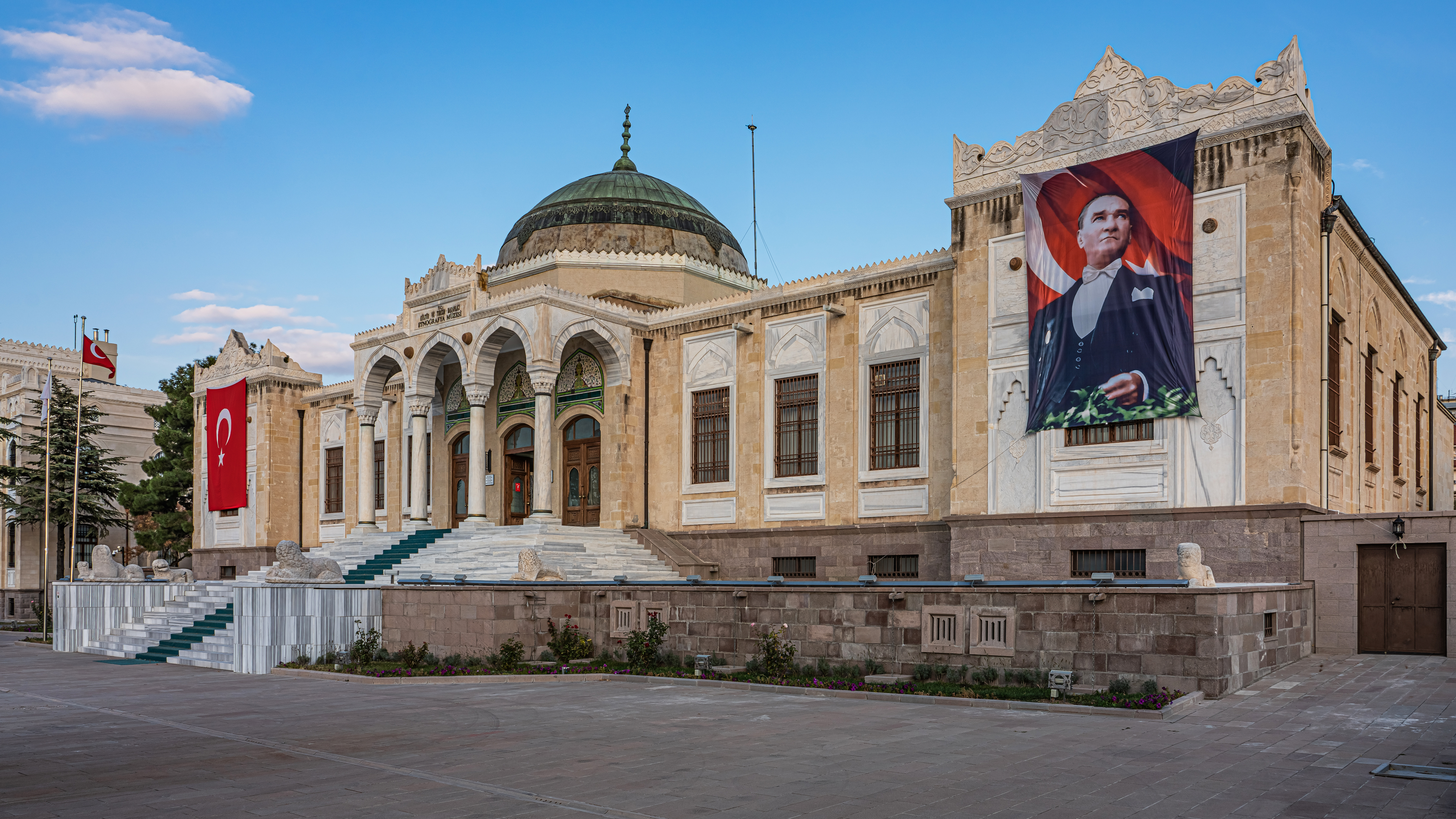
Museo Etnográfico de Ankara, diseñado por el arquitecto Arif Hikmet Koyunoğlu (1925-1928).
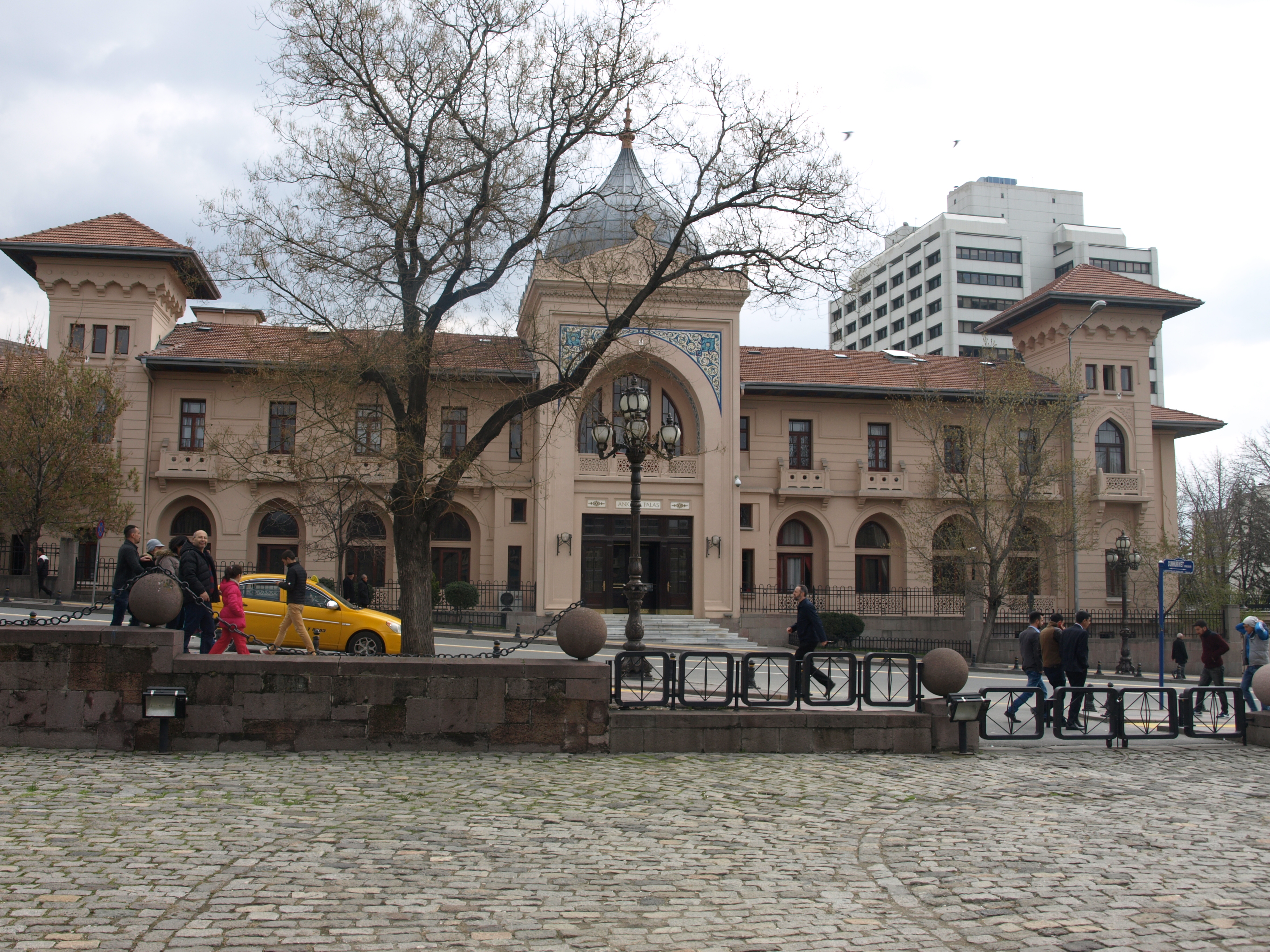
Ankara Palas.